# Kościół Niepokalanego Poczęcia Najświętszej Maryi Panny w Debrznie-Wsi
Kościół Niepokalanego Poczęcia Najświętszej Maryi Panny w Debrznie-Wsi – rzymskokatolicki kościół filialny należący do parafii Wniebowzięcia Najświętszej Maryi Panny w Debrznie (dekanat Człuchów diecezji pelplińskiej).
Jest to świątynia wzniesiona na początku XX wieku w stylu neoromańskim z kamienia. We wnętrzu kościoła można zobaczyć barokowy ołtarz, pochodzący z poprzedniej budowli.